# Laphria basigutta
Laphria basigutta är en tvåvingeart som beskrevs av Walker 1857. Laphria basigutta ingår i släktet Laphria och familjen rovflugor. Inga underarter finns listade i Catalogue of Life.